# Kearney (stolica tytularna)
Kearney (łac. Dioecesis Kearniensis) – stolica historycznej diecezji w Nebrasce, w hrabstwie Buffalo.

## Historia
Diecezja Kearney została utworzona 8 marca 1912 z terenów diecezji Omaha i została sufraganią archidiecezji Dubuque. Jedynym biskupem Kearney był James Albert Duffy. Główną świątynią diecezji był ówczesny kościół katolicki św. Jakuba położony na rogu Pierwszej Alei i Dwudziestej Czwartej Ulicy w Kearney. Diecezja istniała do 11 kwietnia 1917, kiedy utworzono z jej dotychczasowych terenów diecezję Grand Island. Tytularne biskupstwo Kearney zostało utworzone przez papieża Jana Pawła II w 1995 roku.

## Biskupi

### Biskupi rezydencjalni
| Lp. | Biskup             | Od               | Do               |
| --- | ------------------ | ---------------- | ---------------- |
| 1.  | James Albert Duffy | 25 stycznia 1913 | 11 kwietnia 1917 |

### Biskupi tytularni
| Lp. | Biskup            | Funkcja                       | Od                | Do               |
| --- | ----------------- | ----------------------------- | ----------------- | ---------------- |
| 1.  | Thomas Wenski     | biskup pomocniczy Miami       | 24 czerwca 1997   | 1 lipca 2003     |
| 2.  | Felipe Estévez    | biskup pomocniczy Miami       | 21 listopada 2003 | 27 kwietnia 2011 |
| 3.  | Robert Deeley     | biskup pomocniczy Bostonu     | 9 listopada 2012  | 18 grudnia 2013  |
| 4.  | Mario Dorsonville | biskup pomocniczy Waszyngtonu | 20 marca 2015     | 1 lutego 2023    |
| 5.  | Brian Nunes       | biskup pomocniczy Los Angeles | 18 lipca 2023     |                  |